# Supercoppa del Brasile 1991
La Supercoppa del Brasile 1991 (ufficialmente in portoghese Supercopa do Brasil 1991) è stata la seconda e ultima edizione della Supercoppa del Brasile.
Si è svolta il 27 gennaio 1991 al Morumbi di San Paolo tra il Corinthians, vincitore della Série A 1990, e il Flamengo, vincitore della Coppa del Brasile 1990.
A conquistare il titolo è stato il Corinthians ha vinto per 1-0 con rete di Neto nel corso del secondo tempo.

## Tabellino
| Arbitro: | Mocelin |

|          |           |  |
| Neto 70’ | Marcatori |  |

| Corinthians | Flamengo |

### Formazioni
| Corinthians:      |                    |  |    |
|                   |                    |  |    |
| P                 | Ronaldo            |  |    |
| D                 | Giba               |  |    |
| D                 | Marcelo Djian      |  |    |
| D                 | Guinei             |  |    |
| D                 | Jacenir            |  |    |
| C                 | Márcio Bittencourt |  |    |
| C                 | Tupãzinho          |  | a’ |
| C                 | Neto               |  |    |
| A                 | Fabinho            |  |    |
| A                 | Paulo Sérgio       |  |    |
| A                 | Mauro              |  | b’ |
| Sostituzioni:     |                    |  |    |
| C                 | Edson Pezinho      |  | a’ |
| C                 | Ezequiel           |  | b’ |
| Allenatore:       |                    |  |    |
| Nelsinho Baptista |                    |  |    |

| Flamengo:            |                    |  |        |
|                      |                    |  |        |
| P                    | Zé Carlos          |  |        |
| D                    | Ailton             |  |        |
| D                    | Adilson            |  |        |
| D                    | Rogério            |  |        |
| D                    | Piá Carioca        |  |        |
| C                    | Uidemar            |  |        |
| C                    | Júnior             |  |        |
| C                    | Marcelinho Carioca |  |        |
| A                    | Alcindo            |  | Uscita |
| A                    | Nélio              |  |        |
| A                    | Zinho              |  |        |
| Sostituzioni:        |                    |  |        |
| C                    | Djalminha          |  | [ 1 ]  |
| Allenatore:          |                    |  |        |
| Vanderlei Luxemburgo |                    |  |        |

## Campioni
| Vincitore Supercoppa del Brasile 1991 |
| ------------------------------------- |
| Corinthians 1º titolo                 |